# Carreggiata (veicoli)
Nell'industria automobilistica, la carreggiata è la distanza tra i rispettivi centri delle due ruote dello stesso asse. La carreggiata quindi non coincide con la larghezza totale del veicolo, anzi, è quasi sempre minore, poiché la misura si rileva al centro dell'impronta dello pneumatico.

## Introduzione

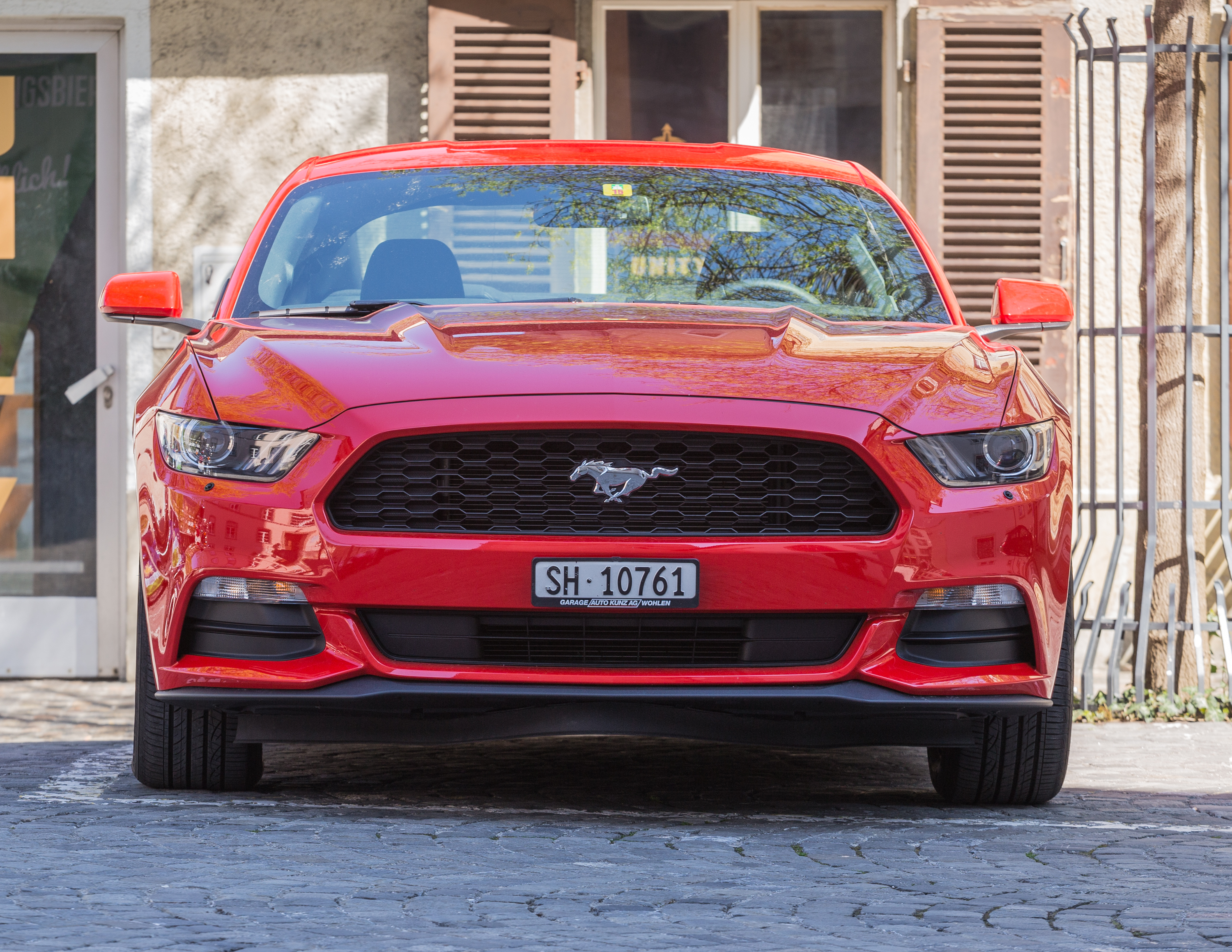
La carreggiata è la distanza che intercorre tra il centro del battistrada di uno pneumatico all'altro dello stesso asse (Ford Mustang VI)

Può essere diversa fra l'assale anteriore e il posteriore e può variare, a seconda del tipo di sospensione adottata, in dipendenza del carico o di sollecitazioni cui la vettura sia sottoposta durante l'utilizzo (ad esempio in curva). Anche la variazione di campanatura (in sede di manutenzione o prodotta in curva dalla sospensione) produce lievi modificazioni della misura della carreggiata.
La misura della carreggiata e l'eventuale differenziazione fra gli assali sono progettate, anche ai fini della sicurezza automobilistica, per agevolare la tenuta di strada attraverso la previsione di specifici comportamenti del veicolo, soprattutto in funzione della richiesta aderenza a seguito degli spostamenti del baricentro.

## Caratteristiche

### Vantaggi di una carreggiata stretta
Solitamente, ferme restando tutte le caratteristiche tecniche della vettura, stringendo la carreggiata della vettura si ha:
- Maggiore agilità/maneggevolezza, la vettura è più facile da gestire e veloce nei cambi di direzione, richiede inoltre meno spazio per poter effettuare un sorpasso e percorre più agilmente strade strette
- Maggiore trasferimento di peso, la forza delle masse del mezzo si trasferiranno più facilmente e in modo più marcato, migliorando l'aderenza degli pneumatici in appoggio.

### Vantaggi di una carreggiata larga
Solitamente, ferme restando tutte le caratteristiche tecniche della vettura, allargando la carreggiata della vettura si ha:
- Maggiore stabilità, in condizioni di curve effettuate alle alte velocità o di veloci cambi di direzione, per via della migliore distribuzione dei pesi sugli assali e al conseguente miglior bilanciamento si avrà uno scomponimento minore del mezzo, evitando eventuali ribaltamenti.
- Maggiore abitabilità, con una carreggiata maggiore si ha un maggiore spazio per i passeggeri o la possibilità di avere un numero maggiore di passeggeri.

## Nella produzione e nelle competizioni
Per questi motivi, spesso per realizzare una versione sportiva partendo da una berlina esistente di serie, se ne prende il telaio e se ne allarga la carreggiata.

## La carreggiata e la distribuzione delle masse
La carreggiata non è l'unica variabile a influire sulle doti di un mezzo, difatti questo valore deve essere preso in considerazione anche con le masse e la loro distribuzione.
Per questo si parla di carreggiata anche nel settore dei trasporti merci e quindi relativamente a mezzi come furgoni e autocarri di varie dimensioni. In questo caso, essi vengono spesso offerti in più varianti di carreggiata per offrire vari livelli di capacità di carico.
Se carichiamo una massa da un lato o in alto nel veicolo, questa agirà in modo più marcato sulla stabilità del mezzo a seconda di quanto questa è decentrata e alta, aumentando il trasferimento di carico e la sua influenza.
Infatti, se per esempio carichiamo lateralmente una vettura con enormi pesi, la carreggiata influenzerà la capacità della vettura di affrontare più o meno in sicurezza delle curve, dato che sovraccaricando il lato si tende ad abbassare quel lato, aumentando la probabilità di capovolgimento da quel lato e riducendo l'aderenza sul lato opposto.